# مشكلة الإسلام اليوم (كتاب)
الخلل في الإسلام اليوم (بالإنجليزية: The Trouble with Islam Today) هو كتاب في نقد الإسلام من تأليف إرشاد منجي صادر سنة 2004، ومكتوب في صيغة خطاب إلى المسلمين في جميع أنحاء العالم.

## محتويات الكتاب
في الكتاب تحاول المؤلفة الخوض فيما تسميه «المعاملة الدونية للنساء في الإسلام»، «كراهية اليهود من قِبل الكثير من المسلمين»، «استمرار العبودية في الدول المحكومة بالشريعة الإسلامية»، «القراءات الحرفية للقرآن»، و«ضياع مفهوم الاجتهاد والتفكير النقدي.»
«الخلل في الإسلام هو خطاب مفتوح مني، كصوت مسلم إصلاحي، إلى كل المهتمين من سكان العالم، سواء المسلمين وغير المسلمين. إنه حول رغبتي في أن يقبل مجتمعي الإسلامي تعددية الأفكار والمعتقدات والبشر في كوننا، وكيفية أن لغير المسلمين دور هام في مساعدتنا لبلوغ ذلك الهدف. وهذا لا يعني أنني أرفض أن أكون مسلمة، ولكن يعني ببساطة إنني أرفض الإنضمام إلى جيش من الأناس الآليين يدعون إيمانهم باسم الله.»
وتقول منجي في الكتاب إن فشل العرب في قبول الارتباط التاريخي لليهود بفلسطين هو خطأ. ويكتب مانجي أن الجذور التاريخية لليهود تمتد إلى أرض إسرائيل، وأن لهم الحق في دولة يهودية. وتجادل كذلك بأن ادعاء الفصل العنصري في إسرائيل مضلل للغاية، مشيرة إلى وجود العديد من الأحزاب السياسية العربية في إسرائيل؛ وأن المشرعين العرب والمسلمين يتمتعون بصلاحيات النقض؛ وأن الأحزاب العربية ألغت حالات عدم الأهلية. كما كتبت أن إسرائيل تتمتع بحرية الصحافة العربية؛ وأن علامات الطريق تحمل ترجمات باللغة العربية؛ وأن العرب يعيشون ويدرسون جنبًا إلى جنب مع اليهود.

## الفصول
- «رسالة مفتوحة»
- «كيف أصبحتُ مسلمة رافضة»
- «سبعون حورية؟»
- «متى توقفنا عن التفكير؟»
- «بوابات وزنانير»
- «مَنْ يخون مَنْ؟»
- «بطن الإسلام الرخو»
- «عملية اسمها الاجتهاد»
- «الحمد للصدق والأمانة»
- «نشكر الله على الغرب»

## الإصدارات
- مشكلة الإسلام، مطبعة سانت مارتن (غلاف فني)، 2004، (ردمك 0-312-32699-8)
- مشكلة الإسلام اليوم، سانت مارتن غريفين (غلاف ورقي)، 2005، (ردمك 0-312-32700-5)

الترجمات:
- الفنلندية: Islamin kahdet kasvot، تامي (غلاف ورقي)، 2004، (ردمك 951-31-3076-2)، ترجمة تينا سيلفغرين
- إصدارات الأردية والعربية والفارسية وهي متاحة على موقعها الإلكتروني
- توجد العديد من الترجمات الأخرى، من الهندية إلى الألمانية

## الاستقبال
تُرجم كتاب "مشكلة الإسلام اليوم" إلى أكثر من 30 لغة. حيث قام مانجي بتوفير ترجمات متعددة للكتاب (بالتحديد العربية والأردية والماليزية والفارسية) للتنزيل المجاني على موقعها الإلكتروني، بهدف الوصول إلى القراء في البلدان التي يُحظر فيها الكتاب.
ومنذ نشره، قوبل الكتاب بالثناء والنقد من المصادر الإسلامية وغير الإسلامية. منهم خليل محمد، وإمام وأستاذ الإسلام في "جامعة ولاية سان دييغو"، حيث كتب في مقدمته لكتاب منجي أن "إرشاد يريد منا أن نفعل ما يريده الكتاب المقدس لذلك "علينا أن نفعل: إنهاء المواقف القبلية، وفتح أعيننا، والوقوف في وجه الظلم، حتى لو كان ذلك مبررا من قبل أئمتنا المتبجحين."؛
أما "جين مانسبريدج" والذي هو أستاذ في آدامز للقيادة السياسية والقيم الديمقراطية في جامعة هارفارد، حيث يشير إلى أن كتاب منجي "يحمل رسالة جديدة ومقنعة للجيل القادم"، بينما وصف "أندرو سوليفان"، في مراجعة كتاب لـ نيويورك تايمز حيث قال أن منجي "شجاعة" ورأى أن روح الكتاب "طال انتظارها".
ووصف خالد المينا، محرر صحيفة عرب نيوز في المملكة العربية السعودية، أن الكتاب "احتيالي" وذكر أنه يحرف نفسه على أنه دليل للإسلام.
ويذكر موقع كوانتارا، وهو موقع يشجع الحوار بين الأديان، أن "إرشاد منجي تكسر كل المحرمات في الكتاب بينما تتحدى أيضًا تحيزاتنا تجاه الإسلام. وعلاوة على ذلك فهي تفعل ذلك كمسلمة، وليس كامرأة غربية تعظ من على منبر عاجي نسوي "برج".
أما طارق فتح فهو زميل كندي مسلم، والذي انتقد في الأصل كتاب "مشكلة الإسلام"، حيث عكس موقفها بالقول إن منجي كانت "على حق بشأن العنصرية المنهجية في العالم الإسلامي" وأن "هناك العديد من نقاط الاسترداد في مذكراتها".

## وصلات خارجية
- نسخة محفوظة 31 مارس 2014 على موقع واي باك مشين. A multifaced Fraud - critique by Justin Podur

Downloads from the author's official website:
- Complete free online edition of The Trouble with Islam Today in Arabic - HTML and zip file
- Complete free online edition of The Trouble with Islam Today in Urdu - HTML and zip file
- Complete free online edition of The Trouble with Islam Today in Persian - HTML and zip file